# جيغبيفومير ألبرت
جيغبيفومير ألبرت (بالإنجليزية: Jegbefumere Albert) (مواليد 27 يوليو 1981) هو ملاكم نيجيري، مثّل بلاده في الألعاب الأولمبية الصيفية 2000.

## روابط خارجية
جيغبيفومير ألبرت على موقع أوليمبيديا (الإنجليزية)